# Battalia
Battalia is een geslacht van vlinders van de familie bladrollers (Tortricidae), uit de onderfamilie Tortricinae.

## Soorten
- B. acmemorpha (Diakonoff, 1952)
- B. anassa (Diakonoff, 1952)
- B. anisographa (Diakonoff, 1952)
- B. anthracograpta (Diakonoff, 1952)
- B. apheles (Diakonoff, 1952)
- B. colobodesma (Diakonoff, 1952)
- B. cricophora (Diakonoff, 1952)
- B. euphyes (Diakonoff, 1952)
- B. fusca (Diakonoff, 1953)
- B. insignis (Diakonoff, 1953)
- B. lagaroptycha (Diakonoff, 1952)
- B. lutescens (Diakonoff, 1952)
- B. mimela (Diakonoff, 1952)
- B. ochra (Diakonoff, 1952)
- B. oligosta (Diakonoff, 1952)
- B. pityrochroa (Diakonoff, 1952)
- B. psara (Diakonoff, 1952)
- B. rhopalodes (Diakonoff, 1952)
- B. stenoptera (Diakonoff, 1952)
- B. trulligera (Diakonoff, 1952)
- B. verecunda (Diakonoff, 1952)